# Alternativa de proyecto de protección contra inundaciones
Existe una variedad de alternativas para el diseño de defensas contra inundaciones, con el objetivo de reducir los impactos ambientales no deseados, que deben ser analizados técnica, económica y ambientalmente. Hay varias opciones para minimizar las medidas estructurales que pueden causar trastornos ambientales:
1. Revisar la operación de las represas y reservorios existentes, aguas arriba, para que proporcionen, por lo menos, un alivio parcial del riesgo de inundaciones.
2. Usar los medios no estructurales, en cuanto sea posible, para reducir ese riesgo.
3. Reivindicar una mejora de los sistemas de alerta y posterior actuación, sobre todo en los lugares subdesarrollados.

Si la intensidad y la frecuencia de las inundaciones aumentan debido a los cambios artificiales en la cuenca hidrográfica, se puede enfatizar las soluciones no estructurales como lo es el renovar la vegetación de las áreas desbrozadas, implementar contornos y afluencia de la gente. Donde sea necesario controlar las inundaciones para proteger las estructuras existentes, puede no haber ninguna otra alternativa, sino las medidas estructurales de protección. En este caso, las opciones se relacionan con la selección de las medidas, su instalación y manejo para reducir al mínimo el impacto ambiental. También hay que recordar que para una buena efectividad de estas alternativas se necesita la ayuda de todos y toda la colaboración posible.